# Ridley Hall (collège)
Ridley Hall est un collège théologique situé à l'angle de Sidgwick Avenue et Ridley Hall Road à Cambridge (Royaume-Uni), qui forme des personnes ayant l'intention d'entrer dans les ordres sacrés en tant que diacre ou prêtre de l'Église d'Angleterre, ainsi que des laïcs travaillant avec des enfants et des jeunes dans le cadre d'une aumônerie laïque.

## Histoire
Ridley Hall est fondé en 1881 et nommé en mémoire de Nicholas Ridley, un éminent théologien anglican et martyr du XVIe siècle. Le premier directeur du collège est le théologien Handley Moule, plus tard évêque de Durham. Il est fondé en vertu du même acte de fiducie que son collège frère Wycliffe Hall, à Oxford et, à ce jour, les deux collèges ont la possibilité de nommer deux membres au Conseil de l'autre.
Ridley Hall propose plusieurs qualifications Common Award, validées par l'Université de Durham. Bien qu'elle ne soit pas un collège constituant de l'Université de Cambridge, l'école a des liens avec la Faculté de théologie de l'université. Certains étudiants qui fréquentent également un collège constituant de l'université peuvent obtenir des diplômes de Cambridge. Ridley Hall fait partie de la Fédération théologique de Cambridge, avec Westcott House, Westminster College, l'Institut d'études chrétiennes orthodoxes et d'autres.
L'enseignement de Ridley Hall s'oriente vers une théologie évangélique. C'est l'un des trois collèges théologiques de l'Église d'Angleterre qui s'identifient comme « évangéliques ouverts », les autres étant le Trinity College de Bristol et le Cranmer Hall de Durham,.
Le directeur actuel de Ridley Hall est Michael Volland (en), qui a succédé à Andrew Norman, devenu directeur du ministère et de la mission dans le diocèse de Leeds.
Il publie une revue académique, Anvil.